# Biała Lądecka
Die Biała Lądecka [ˈbʲawa lɔnˈdɛʦka] (Landecker Biele) ist ein rechter Nebenfluss der Glatzer Neiße in  Polen.
Sie entspringt nahe der tschechischen Grenze zwischen dem Bielengebirge (Góry Bialskie) und dem Reichensteiner Gebirge (Góry Złote) am Westhang des Smrk (Fichtlich) und Nordhang des Postawna (Formberg) aus mehreren Quellbächen, die sich oberhalb des Dorfes Bielice (Bielendorf) vereinigen. Das Tal der Biała Lądecka bildet die natürliche Grenze zwischen dem Reichensteiner und dem Bielengebirge in der Gebirgskette der Sudeten.
Auf ihrem Weg nach Nordwesten durchfließt sie die Stadt Lądek-Zdrój (Bad Landeck) und mündet bei dem Dorf Pilcz (Piltsch) südlich von Kłodzko (Glatz) in die Nysa Kłodzka (Glatzer Neiße).
Die Biała Lądecka hat eine Länge von 53 km.

## Weblinks

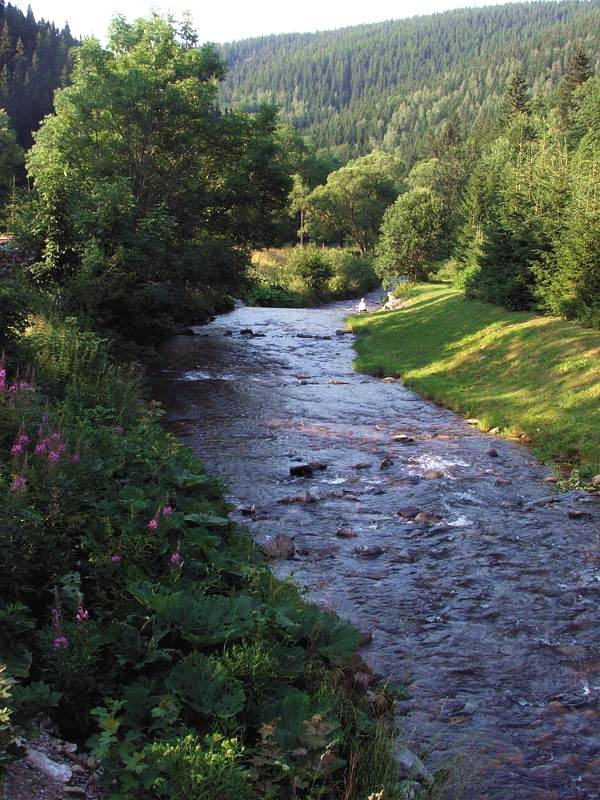
Biele in Bielendorf